# 華碩ZenFone Selfie
ZenFone Selfie為華碩旗下一款手機，也是華碩第一次於手機正面搭載1300萬畫素鏡頭+閃光燈與雷射對焦。於2015年8月27日發布，系統搭載Android5.0版本。
- Model no.：Z00UD
- Model Name：ZD551KL
- 官方系統更新至Android 6.0.1